# Jemtxújino
Jemtxújino (en rus: Жемчужино) és un poble de l'óblast de Vladímir, a Rússia, segons el cens del 2012 tenia 45 habitants. Pertany al districte municipal de Múrom.